# Ghoulies II
Ghoulies II – amerykański horror komediowy z 1987 roku w reżyserii Alberta Banda, należący do serii Ghoulies.

## Opis fabuły
Potwory zwane Ghoulies kryją się w tandetnym lunaparku, w nawiedzonym domu zwanym „Legowiskiem Szatana”. Dwaj pracownicy wesołego miasteczka - wujek Ned i jego bratanek Larry, próbują zatrzymać stworzenia, zanim te zniszczą kompletnie park rozrywki.

## Obsada
- Royal Dano - wujek Ned
- Damon Martin - bratanek Larry
- J. Downing - Phillip Hardin
- Starr Andreeff - Alice